# Pòrtas (Droma)
Portes-en-Valdaine és un municipi francès situat al departament de la Droma i a la regió d'Alvèrnia-Roine-Alps. L'any 2007 tenia 379 habitants.

## Demografia

### Població
El 2007 la població de fet de Portes-en-Valdaine era de 379 persones. Hi havia 164 famílies de les quals 44 eren unipersonals (24 homes vivint sols i 20 dones vivint soles), 64 parelles sense fills, 44 parelles amb fills i 12 famílies monoparentals amb fills.
La població ha evolucionat segons el següent gràfic:
Habitants censats

### Habitatges
El 2007 hi havia 221 habitatges, 170 eren l'habitatge principal de la família, 46 eren segones residències i 5 estaven desocupats. 190 eren cases i 19 eren apartaments. Dels 170 habitatges principals, 129 estaven ocupats pels seus propietaris, 36 estaven llogats i ocupats pels llogaters i 5 estaven cedits a títol gratuït; 3 tenien una cambra, 13 en tenien dues, 25 en tenien tres, 41 en tenien quatre i 88 en tenien cinc o més. 142 habitatges disposaven pel capbaix d'una plaça de pàrquing. A 88 habitatges hi havia un automòbil i a 78 n'hi havia dos o més.

### Piràmide de població
La piràmide de població per edats i sexe el 2009 era:
| Homes | Edats   | Dones |
| ----- | ------- | ----- |
| 0     | 95 o +  | 0     |
| 0     | 90 a 94 | 0     |
| 0     | 85 a 89 | 4     |
| 4     | 80 a 84 | 8     |
| 16    | 75 a 79 | 12    |
| 4     | 70 a 74 | 24    |
| 8     | 65 a 69 | 0     |
| 20    | 60 a 64 | 12    |
| 8     | 55 a 59 | 4     |
| 0     | 50 a 54 | 4     |
| 12    | 45 a 49 | 12    |
| 16    | 40 a 44 | 8     |
| 28    | 35 a 39 | 32    |
| 8     | 30 a 34 | 4     |
| 12    | 25 a 29 | 16    |
| 4     | 20 a 24 | 0     |
| 4     | 15 a 19 | 4     |
| 12    | 10 a 14 | 8     |
| 20    | 5 a 9   | 4     |
| 0     | 0 a 4   | 4     |

## Economia
El 2007 la població en edat de treballar era de 241 persones, 185 eren actives i 56 eren inactives. De les 185 persones actives 163 estaven ocupades (95 homes i 68 dones) i 21 estaven aturades (7 homes i 14 dones). De les 56 persones inactives 20 estaven jubilades, 15 estaven estudiant i 21 estaven classificades com a «altres inactius».

### Ingressos
El 2009 a Portes-en-Valdaine hi havia 163 unitats fiscals que integraven 396 persones, la mediana anual d'ingressos fiscals per persona era de 18.149 €.

### Activitats econòmiques
Dels 12 establiments que hi havia el 2007, 2 eren d'empreses de fabricació d'altres productes industrials, 4 d'empreses de construcció, 2 d'empreses d'hostatgeria i restauració, 2 d'empreses d'informació i comunicació i 2 d'empreses classificades com a «altres activitats de serveis».
Dels 5 establiments de servei als particulars que hi havia el 2009, 1 era un taller de reparació d'automòbils i de material agrícola, 1 paleta, 1 fusteria, 1 electricista i 1 restaurant.
L'any 2000 a Portes-en-Valdaine hi havia 19 explotacions agrícoles que ocupaven un total de 324 hectàrees.

## Equipaments sanitaris i escolars
El 2009 hi havia una escola maternal integrada dins d'un grup escolar amb les comunes properes formant una escola dispersa.

## Poblacions més properes
El següent diagrama mostra les poblacions més properes.